# Station Ennevelin
Station Ennevelin is een spoorwegstation in de Franse gemeente Ennevelin. Het ligt langs de spoorlijn Fives - Hirson. Het station staat op de oostgrens van de gemeente, ruim twee kilometer ten oosten van het centrum van Ennevelin.